# Spinasteron ramboldi
Spinasteron ramboldi là một loài nhện trong họ Zodariidae.
Loài này thuộc chi Spinasteron. Spinasteron ramboldi được Barbara C miêu tả năm 2003. Baehr & Churchill.